# 2005 EX318
2005 EX318, também escrito como 2005 EX318, é um objeto transnetuniano que está localizado no Cinturão de Kuiper, uma região do Sistema Solar. Este corpo celeste é classificado como um provável plutino, pois, o mesmo está em uma ressonância orbital de 2:3 com o planeta Netuno. Ele possui uma magnitude absoluta de 7,0 e tem um diâmetro estimado com 175 km.

## Descoberta
2005 EX318 foi descoberto no dia 8 de março de 2005 pelos astrônomos H. G. Roe, M. E. Brown e K. M. Barkume.

## Órbita
A órbita de 2005 EX318 tem uma excentricidade de 0,180 e possui um semieixo maior de 39,611 UA. O seu periélio leva o mesmo a uma distância de 32,490 UA em relação ao Sol e seu afélio a 46,732 UA.